# Amadeo de Oscheret
Amadeo de Oscheret (790-867) fue un conde de Oscheret dentro del Reino de Borgoña. Como Conde de Oscheret recibía rentas de Langres, Dijon y Tonnerre. Fue hijo de Unroch, conde de Ternois, y fundador de la dinastía de los Hunróquidas y engertrude de París. De Amadeo procede la Casa de Borgoña, fundada en 1126, que reinó en Castilla en la Edad Media. Pudo haber sido abad laico de Saint-Cosme de Chalons.
Amadeo (Amadeus en latín), tuvo cuatro hijos, de los cuales tres tuvieron los siguientes cargos:
- Anscario de Ivrea (860-902), conde de Oscheret, primer margrave de Ivrea, fundador de la Casa de Ivrea.
- Guy de Ivrea, conde en 865[4] y fallecido en 889.[2]
- Fulquerio, obispo de Reims (¿?-17 de junio de 900).